# پایگاه هوایی فالسبورگ بورشید
پایگاه هوایی فالسبورگ بورشید (به انگلیسی: Phalsbourg-Bourscheid Air Base) یک فرودگاه است . این فرودگاه در کشور فرانسه قرار دارد .